# René Tognard
René Tognard, né le 24 mars 1894 à Saint-Sauveur (Vienne) et mort le 29 mai 1976 à Châtellerault (Vienne), est un homme politique français.

## Détail des fonctions et des mandats
Mandat parlementaire
- 24 décembre 1946 — 16 novembre 1948 : conseiller de la République de la Vienne